# Yakama Sun Kings
Yakama Sun Kings fue un equipo de baloncesto de la Continental Basketball Association con sede en Yakima, Washington, abarcando el mercado deportivo de Central Washington de Yakima, Tri-Cities y Ellensburg. Los Sun Kings jugaban sus partidos como local en el Yakima SunDome.
Originalmente localizado en Kansas City, Misuri, y más tarde en Topeka, Kansas, la franquicia se trasladó al Pacífico Noroeste en 1990 y fue renombrada a Yakima Sun Kings. Los Sun Kings han tenido bastante éxito históricamente entre las ligas menores estadounidenses, ganando los campeonatos de la CBA de 1994-95, 1999-2000 y 2002-03. Los Sun Kings tuvieron una decepcionante temporada 2003-04 al lograr un balance de 10 victorias y 38 derrotas. Contra el campeón de liga Dakota Wizards firmaron un récord de 0-9.
En junio de 2005, el equipo fue adquirido por la Yakama Indian Nation, y regresó al nombre de Yakama Sun Kings en honor a la Nación.
Ronny Turiaf, jugador elegido por Los Angeles Lakers en el Draft de la NBA de 2005, jugó 9 partidos con los Sun Kings en la campaña 2005-06, menos de seis meses después de ser sometido a una operación a corazón abierto que causó que los Lakers anularan su contrato. Promedió 13 puntos en 9 encuentros con el equipo antes de incorporarse a los Lakers en enero de 2006.
Los Sun Kings ganaron su cuarto campeonato de la CBA tras derrotar por 111-101 en el tercer partido de las Finales a Gary Steelheads el 27 de marzo de 2006.
En la temporada 2006-07, los Sun Kings repitieron como campeones, barriendo a Albany Patroons por 3-0.
A pesar de que la Yakama Indian Nation anunció que habían cerrado las operaciones del equipo el 10 de abril de 2008, debido a pérdidas financieras de la franquicia, los inversores potenciales continúan reuniéndose con los propietarios del equipo con el objetivo de mantener el equipo a flote.